# 白鹤镇 (天台县)
白鹤镇，中国浙江省台州市天台县下辖的一个镇。

## 辖区
该镇辖有：	上王村、下缸窑村、茶塘村、石板路村、余村、井头村、登头村、霞徐村、西岙村、苍蒲坑村、岭根村、新楼下村、山头姜村、小鳌坑村、山前村、大桥头村、宝通村、墨坑村、上西山村、后洋村、头基岩村、秀园村、澄村、陈岙村、下西山村、鹧鸪畈村、小田村、繁荣村、中泽村、厚泽村、溪东村、新楼村、张家岙村、白水村、下郭洋村、大路下村、山茅科村、小田楼村、上宅村、下宅村、西涧村、孟家塘村、孟岸陶村、塘下褚村、何方赵村、望鹤楼村、红丰村、小岙村、邢顾村、大畈洋村、长塘卢村、霞庄村、下俞洋村、井塘村、上王葛村、林庄村、东王村、皇都村、下岙葛村、孟岸许村、山塘村、双溪口村、天宫村、罗心村、莲花村、保相村、万年山村、丁庞广村、白岭新村、天姥村、九华村、万马渡村、桥亭村、白鹤殿村、红旗村、护国村、左一村、后上村、松关村、上联新村、左溪村、闻溪村、鹤西新村、